# Балеарські острови
Балеа́рські острови́ (кат. Illes Balears, ісп. Islas Baleares) — архіпелаг на заході Середземного моря, розташований приблизно на рівній відстані від східного узбережжя Піренейського півострова, півдня Франції та північного берега Африки.
Найбільші острови: Майорка, Менорка, Івіса (більш знана як Ібіца) та Форментера. Архіпелаг є автономною спільнотою та провінцією Іспанії, має власний уряд. Адміністративний центр — місто Пальма-де-Майорка на найбільшому острові Майорка.
Офіційні мови на Балеарських островах — каталонська та іспанська.
Станом на 2024, населення Балеарських островів становило 1,231,768.

## Етимологія
Офіційна назва Балеарських островів каталонською — Illes Balears, хоча в Іспанії частіше вживається Islas Baleares. Назва «Балеарський» походить з грецької (дав.-гр. Γυμνησίαι/Гімнесія та дав.-гр. Βαλλιαρεῖς/Балліар'єс) та латини (лат. Baleares/Балеарес).
З різноманітних теорій походження давньогрецької (Гімнесія) та латинської (Балеарес) назв островів, класичні джерела підтверджують дві.
У поемі Лікофрона «Александра» острови мають назву Гімнесія (дав.-гр. Γυμνησίαι), від слова «гімнос» (дав.-гр. γυμνός), що грецькою значило голий), тому що їх мешканці зазвичай ходили голими, можливо, через сприятливий клімат протягом цілого року.
Інший варіант назви мешканців островів, Балеарес, давньогрецькі та давньоримські письменники виводили з їх вміння стропувати (дав.-гр. βαλεαρεῖς, від слова «балло» (дав.-гр. βάλλω): давньогрецькою «спускати судно на воду»). За Страбоном, корінь «бал» вказує на фінікійське походження, зокрема, «балеарес» є фінікійським еквівалентом легкоозброєних вояків, які грецькою називалися «гімнетас» (дав.-гр. γυμνῆτας). Страбон помітив схожість фінікійського слова та грецького кореня ΒΑΛ (у слові βάλλω), пов'язав це із заняттям мешканців островів та досить переконливо обґрунтував те, що греки асимілювали чужоземні слова до своєї мови. Безумовно можна стверджувати лише те, що найпершою грецькою назвою островів було саме «Гімнесія» (дав.-гр. Γυμνησίαι), а назву «Балеарес» стали вживати пізніше.

## Історія
Балеарські острови були відомі ще фінікійцям, їх також відвідували грецькі та іберійські мореплавці. До 201 року до н. е. островами володів Карфаген, у 123 році до н. е. їх захопила Римська республіка та включила їх до складу своєї провінції Тарраконська Іспанія (лат. Hispania Tarraconensis). Римський консул Квінт Цецилій Метелл Балеарік, який захопив острови, переселив туди романізованих іберійців та заснував міста Пальма та Поленція.
Балеарські пращники дуже цінувалися як найманці, вони воювали як у війську Ганнібала, так і в римських військах. Під час розпаду Західної Римської імперії острови захопили спочатку вандали у 426 році, а потім вестготи. За часів Юстиніана I острови підпали під владу Візантії, за Карла Великого — під владу франків.
У 798 році острови завоювали араби з Кордовського халіфату. Після розпаду останнього, Балеарські острови отримали певну незалежність і стали одним з головних центрів піратства та работоргівлі у Середземному морі.
У 1229–1235 роках острови завоював арагонський король Хайме I. 1236 року він передав їх як сеньйорію уржельському графу Педру, після смерті якого в 1258 році приєднав до Арагонського королівства.
У 1276–1333 роках на Балеарських островах існувало незалежне Майорканське королівство, приєднане у 1333 році до Арагону. З XV століття з невеликими перервами Балеарські острови належать Іспанії. У 1756–1763 роках островами володіла Франція, окрім Менорки, яка з 1708 по 1782 рік перебувала під владою Британської імперії.
У 1833 році Балеарські острови стають провінцією Іспанії. Наприкінці XIX століття на островах виник сепаратистський рух, але його представникам так і не вдалося об'єднатися. У 1931 році островам було запропоновано статус автономії, проте відповідний закон було прийнято тільки у 1983 році.
Під час Громадянської війни в Іспанії 1936–1939 років Балеарські острови підтримували генерала Франко, на Майорці базувався італійський флот, проте острів Менорка був на боці республіканського уряду.

## Географія та гідрографія
Балеарські острови розташовані на відстані від 80 до 300 км від східного берега Іспанії. Головними островами автономії є Майорка (ісп. Mallorca), Менорка (ісп. Menorca), Ібіца та Форментера.
Архіпелаг складається з двох груп островів — Гімнесії (на північному сході) та Пітіузи (на південному заході), та численних острівців. До складу Гімнесій (кат. Illes Gimnèsies) входять Майорка, Менорка та Кабрера, до складу Пітіуз (кат. Illes Pitiüses), які ще неофіційно називають Сосновими — Ібіца та Форментера. Поряд з великим островами розташована низка маленьких острівців: Ес Конійс (Es Conills), Ес Ведра (Es Vedrà), Са Конійєра (Sa Conillera), Драгонера (Dragonera), Еспальмадор (S'Espalmador), Еспардей (S'Espardell), Сес Бледес (Ses Bledes), Санта Еуларія (Santa Eulària), Плана (Plana), Тагомаго (Tagomago), На Редона (Na Redona), Колом (Colom), Л'Ейр (L'Aire) та інші.
На острові Кабрера розташований Національний парк архіпелагу Кабрера.
|  |  |  | Майорка (Mallorca)      |
|  |  |  | Менорка (Menorca)       |
|  |  |  | Ібіца (Ibiza)           |
|  |  |  | Форментера (Formentera) |

## Рельєф
Рельєф Балеарських островів, за винятком Менорки, досить різноманітний, тут є і рівнини, і височини. На Майорці розташовані два гірські пасма, протяжність кожного з яких становить близько 70 км: Сьєрра Трамунтана (ісп. Sierra de Tramuntana) на північному заході та Сьєрра де Леванте (ісп. Sierra de Levante) на сході. На Менорці є плато висотою до 358 м. На островах поширені карстові утворення.
Острови мають континентальне походження, за однією з версій вони є продовженням Піренейських гір.

## Клімат
Балеарські острови розташовані між Європою та Африкою, таким чином, клімат архіпелагу відзначається досить комфортними середніми температурами та нерівномірним розподілом опадів впродовж року. Середня річна температура становить +18 °C. Найспекотніший та найсухіший сезон — літо. Майже половина річної норми опадів (40%) випадає зазвичай з вересня по листопад, чверть — навесні та взимку. Влітку (червень — серпень) норма опадів становить лише 10%. Дощі переважно зливові: короткочасні, проте інтенсивні. У літній період сонце світить по 11 годин на день. Середньорічна температура на островах, окрім високогірних областей Майорки, становить 16-18 °C. Влітку середня денна температура коливається у межах 29-31 °C (у липні-серпні вона може сягати 37 °C, проте вночі, завдяки близькості моря, падає до 20 °C), середня нічна температура взимку становить 5-9 °C.

## Економіка
Продукція: інжир, оливки, апельсини, вино, бренді, вугілля, залізо, сланці. Основна галузь економіки — туризм.

## Українці на Балеарських островах
В травні 2022 більше 120,000 українців знайшли притулок в Іспанії через Російське вторгнення, зокрема більше 2000 українців опинилось на Балеарських островах.
У листопаді 2024 в м.Пальма відбулося відкриття Почесного консульства України на Балеарських островах, створене для співпраці між Україною та Іспанією у бізнесі, торгівлі, технологіях і культурі. Почесним консулом України на Балеарських островах призначено Володимира Носова. На урочистому відкритті були присутні державні та культурні діячі, представники місцевої влади, бізнесу та української громади, зокрема посол України в Іспанії Сергій Погорельцев.

## Мова
Див. Каталанська мова, Балеарський діалект.